# Upplands runinskrifter 618
Upplands runinskrifter 618 är en vikingatida runsten av röd sandsten i Bro kyrka, Bro socken och Upplands-Bro kommun. Runstenen är 1,3 meter hög och 0,72 meter bred. Runhöjden är 5-6 centimeter. Runstenen låg tidigare i kyrkgolvet men står nu i vapenhuset, lutad mot östra väggen. Ristningen är utförd i Öpirs stil och är ristad av runmästaren. Det är en osäker bedömning och Marit Åhlén menar att det inte är Öpir som ristat stenen.

## Inskriften
Translitterering av runraden:
[in]riþr ' uk ' kyriþ ' lito ' rita ' st[a]in · af[t]iʀ ' [k](l)[em](i)t ' fa[þur · si]n ku ' inkik[h]r [·  bo]an[ta sin]
Normalisering till runsvenska:
Ingiriðr ok Gyrið letu retta stæin æftiʀ Klemit, faður sinn, ok Ingigærðr(?) [at] boanda sinn.
Översättning till nusvenska:
Ingrid och Gyrid läto resa stenen efter Klemet, sin fader, och Ingegärd (?) efter sin man.